# Matthias Haß (Musikproduzent)
Matthias Haß (* 18. Mai 1967 in Hamburg) ist ein deutscher Komponist und Musikproduzent.

## Biografie
Haß arbeitete zwischen 1994 und 2001 mit den Hamburger Musikproduzenten Berman Brothers zusammen und konnte im Jahr 1995 als Produzent und Komponist der Boygroup Bed & Breakfast seine ersten Charterfolge verbuchen. Es folgt 1997 der Umzug nach New York, wo er bis 2001 tätig war. Hier konnte er sich als Songwriter und Produzent etablieren. Er erhielt 2001 einen Grammy für den von ihm Co-produzierten Hit Who Let the Dogs Out von den Baha Men sowie eine Golden-Globe-Nominierung für den Song One in a Million von Bosson, der von ihm für den Blockbuster Miss Undercover mit Sandra Bullock produziert wurde.
Seit 2002 ist er wieder in Deutschland tätig. Im Jahr 2007 erhielt er zusammen mit Frank Ramond den Echo als Bester Produzent. Im selben Jahr nahm er als Komponist und Produzent des Titels Frauen regier’n die Welt gesungen von Roger Cicero am Eurovision Song Contest für Deutschland in Helsinki teil.
Matthias Haß schrieb und produzierte u. a. für Annett Louisan, Roger Cicero, Thomas Anders, Patrick Nuo, Bosson, Baha Men, Yvonne Catterfeld, Barbara Schöneberger, Rüdiger Hoffmann, Benjamin Boyce, Stefanie Heinzmann und Goldmeister, die er alle in die Charts führen konnte.